# 43813 Kühner
(43813) Kuhner, denumire internațională (43813) Kühner, este un asteroid din centura principală de asteroizi.

## Descriere
43813 Kühner este un asteroid din centura principală de asteroizi. A fost descoperit pe 7 octombrie 1991 la Tautenburg de Lutz Dieter Schmadel și Freimut Börngen. Asteroidul prezintă o orbită caracterizată de o semiaxă mare de 2,42 ua, o excentricitate de 0,22 și o înclinație de 2,8° în raport cu ecliptica.